# AIST (Kleinsatellit)
AIST (russisch АИСТ für Storch) sind russische Kleinsatelliten, die von einer Gruppe von Studenten, Doktoranden und Wissenschaftlern der Staatlichen Universität für Luft- und Raumfahrt Samara in Zusammenarbeit mit RKZ Progress entwickelt wurden.
Die Satelliten haben unter anderem die Aufgabe, das Erdmagnetfeld und Mikrometeoriten natürlichen und künstlichen Ursprungs zu messen.

## Liste der Satelliten
| Name            | Startzeitpunkt (UTC) | Trägerrakete     | Startplatz    | Bahnhöhe (2019 ca.) | COSPAR-ID | Anmerkungen                                               |
| --------------- | -------------------- | ---------------- | ------------- | ------------------- | --------- | --------------------------------------------------------- |
| AIST 2          | 19. Apr. 2013, 10:00 | Sojus-2.1a       | Baikonur 31/6 | 550 km              | 2013-015D | zusammen mit Bion-M1, Beesat-2, Beesat-3, SOMP und Dove-2 |
| AIST 1          | 28. Dez. 2013, 12:30 | Sojus-2.1w/Wolga | Plessezk 43/4 | 600 km              | 2013-078C | zusammen mit Kosmos 2492 und 2493                         |
| AIST 2D (RS-48) | 28. Apr. 2016, 02:01 | Sojus-2.1a/Wolga | Wostotschny   | 470 km              | 2016-026B | zusammen mit Michail Lomonossow, SamSat 218               |